# فتح البيان في مقاصد القرآن
فتح البيان في مقاصد القرآن أحد كتب تفسير القران الكريم المعاصرة، ألفه محمد صديق خان (1248 هـ / 1832 - 1307 هـ / 1890). تفسير سلفي أثري خالي من الإسرائيليات والجدليات المذهبية والكلامية.

## أسلوب التفسير
سرد صديق خان في تفسيره فروع الفقه جميعًا، وقد استطرد إلى إقامة أدلة الفروع الفقهية التي ربما لا تعلق لها بالآية أصلاً، واختار أن يكتب تفسيرًا خاليًا من الإسرائيليات والخرافات التي يقوم الدليل على بطلانها، وكذلك الجدل المذهبي والمناقشات الكلامية، فجمع بين الرواية والدراية مع تجديد ما طال به العهد وقصر للطالبين فيه الجد والجهد إيقاظاً للنائمين وتحريضاً للمتثبطين. فاختار صفوة الصفوة مما ثبت من التفسير النبوي لأنه الحجة المتبعة التي لا يسوغ مخالفتها. ثم تفاسير عظماء الصحابة المختصين برسول الله، ثم تفاسير التابعين ومن بعدهم من سلف الأمة وأئمتها المعتبرين، ثم أهل اللغة العربية الذين يفسرون كتاب الله جل جلاله باللغة العربية حقيقة ومجازًا إن لم تثبت في ذلك حقيقة شرعية تراعي النقل عن السلف أو رعاية الأصول المعتبرة أو قواعد اللغة العربية.
وكان في تفسيره يتحرى الدقة والصحة فيما ينقل، إن ذكر حديثًا عزاه إلى رواية من غير بيان حال الإسناد لأنه أخذه من الأصول المعتبرة، وقد سلك في أمور العقائد وفق منهج السلف وخاصة في آيات الصفات وبالجملة فإن تفسيره تنزاح عنه شبه المبطلين وتحريف الغالين وتأويل الجاهلين، خلى من كثرة الحشو والدخيل والخرافات التي لا يقوم عليها دليل. وقد تبين من الدراسة أن صديق خان نقل في تفسيره كثيرا عن تفسير محمد الشوكاني فتح القدير، واعتمد تفسير صديق خان للقرآن بالمنقول أو المأثور.

## وصلات خارجية
- تحميل فتح البيان في مقاصد القرآن المكتبة الوقفية
- تحميل فتح البيان في مقاصد القرآن المكتبة الشاملة